# Rychnov nad Kněžnou (stacja kolejowa)
Rychnov nad Kněžnou (czeski: Železniční stanice Rychnov nad Kněžnou) – stacja kolejowa w miejscowości Rychnov nad Kněžnou, w kraju hradeckim, w Czechach. Jest ważnym węzłem kolejowym o znaczeniu regionalnym. Znajduje się na wysokości 310 m n.p.m.
Jest obsługiwana i zarządzana przez České dráhy. Na stacji istnieje możliwości zakupu biletów i rezerwacji miejsc.

## Linie kolejowe
- 022 Častolovice - Solnice